# 통영 착량묘
통영 착량묘(統營 鑿梁廟)는 대한민국 경상남도 통영시 당동에 있는 조선시대 임진왜란 때 큰 공을 세운 충무공 이순신(1545∼1598) 장군의 위패와 영정을 모시고 있는 사당이다.. 1974년 2월 16일 경상남도의 기념물 제13호 착량묘로 지정되었다가, 2018년 12월 20일 현재의 명칭으로 변경되었다.

## 개요
임진왜란 때 큰 공을 세운 충무공 이순신(1545∼1598) 장군의 위패와 영정을 모시고 있는 사당이다.
착량(鑿梁)이란 ‘파서 다리를 만들다.’라는 뜻으로 당포해전에서 참패한 왜군들이 쫓겨 달아나다 미륵도와 통영반도 사이 좁게 이어진 협곡에 이르러 돌을 파서 다리를 만들며 도망한데서 붙인 이름이다.
이순신 장군이 임진왜란에서 혁혁한 공을 세우고 선조 31년(1598) 노량해전에서 전사하자 이를 애통하게 여긴 이 지방 사람들이 그의 충절과 위업을 기리기 위해 착량지가 내려다보이는 언덕 위에 초가를 짓고 정성껏 그를 모셔온 것이 이 사당의 시초가 되었다. 이후 고종 14년(1877) 그의 10대손인 이규석이 통제사로 있을 때 초가집을 기와집으로 고쳐 지었고 호상제를 지어 지방민들의 자제를 교육하였다. 1979년 동재를, 1980년 고직사를 새로 지어 서원 양식을 갖추었다.
또 다른 사당인 충렬사에서는 봄과 가을로 향사를 하고 이곳에서는 해마다 음력 11월 19일 충무공이 돌아가신 날을 추모하는 기신제(忌宸祭)를 지내고 있다.

## 같이 보기
- 이순신

## 참고 문헌
- 통영 착량묘 - 국가유산청 국가유산포털